# Siervas de la Sagrada Familia
La Congregación Siervas de la Sagrada Familia (oficialmente en italiano: Istituto Ancelle della Sacra Famiglia) es congregación religiosa católica femenina de derecho pontificio, fundada por el obispo italiano Ernesto Maria Piovella, en Cagliari, el 6 de abril de 1933. A las religiosas de este instituto se les conoce como siervas de la Sagrada Familia y posponen a sus nombres las siglas A.S.F.

## Historia

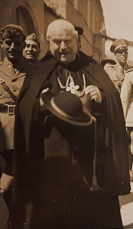
Ernesto Maria Piovella (1867-1949), fundador del instituto.

El 5 de abril de 1933, el arzobispo de Cagliari, Ernesto Maria Piovella, con la colaboración de Giuseppe Orrù, fundó las Siervas de la Sagrada Familia, con el fin de dedicarse a varias actividades, entre ellas la educación de la juventud, la asistencia a los enfermos,  la colaboración a la Acción Católica y las obras litúrgicas. El mismo aprobó el instituto el 5 agosto del mismo año.
La Santa Sede, el 22 de noviembre de 1956, aprobó el instituto como congregación de derecho pontificio, bajo el pontificado de Pío XII.

## Organización
La Congregación Siervas de la Sagrada Familia es un instituto religioso centralizado, cuyo gobierno es ejercido por la superiora general, a la que sus miembros llaman Madre general. La sede central se encuentra en Cagliari (Cerdeña).
Las siervas de la Sagrada Familia se dedican a la educación cristiana de la juventud. En 2015, eran unas 159 religiosas, en unas 34 comunidades, presentes todas en Italia, en la isla de Cerdeña.